# باغ و گورستان ظهیرالدوله
باغ و گورستان ظهیرالدوله مربوط به دوره قاجار است و در شمیرانات، خیابان دربند، خیابان ظهیرالدوله واقع شده و این اثر در تاریخ ۱ اردیبهشت ۱۳۷۷ با شمارهٔ ثبت ۲۰۰۱ به‌عنوان یکی از آثار ملی ایران به ثبت رسیده است.